# Lee Hee-wan
Lee Hee-wan (* 15. Januar 1956 in Seoul; † 26. Mai 2011 in Leverkusen) war ein südkoreanischer Volleyballspieler und -trainer.

## Leben
Nach ersten Titelgewinnen mit der Mannschaft der Universität Sungkyunkwan absolvierte Lee eine dreijährige Militärzeit, während der er erfolgreich für die südkoreanische Militärauswahl spielte. Es folgten über 100 Berufungen für das Nationalteam, mit dem er im Jahr 1978 mit dem vierten Platz die bislang beste Platzierung einer südkoreanischen Herrennationalmannschaft bei einer Volleyball-Weltmeisterschaft erreichte. Lee führte die Mannschaft als Kapitän auch zum Gewinn der Silbermedaille bei der Asienmeisterschaft 1979 in Manama; im selben Jahr gewann er mit der südkoreanischen Studentenauswahl die Universiade in Mexiko-Stadt und schloss kurz darauf sein Studium als Sportlehrer ab. Von 1980 bis 81 spielte er für die Firmenmannschaft des Goldstar-Konzerns, mit der er auch in Deutschland zu Gast war.
Lee, der damals noch auf der Mittelblock-Position spielte, wurde 1981 vom damaligen Trainer der deutschen Frauennationalmannschaft, Dai Hee Park, zum VBC Paderborn vermittelt und avancierte dort zu einem der dominierenden Zuspieler Deutschlands. 1985 wurde Lee zum Volleyballer des Jahres gewählt und wechselte zu SC Fortuna Bonn, dann 1987 zu Bayer 04 Leverkusen. Dort wurde er 1988 Pokalsieger und 1989 zum ersten Mal Deutscher Meister. Im Jahr 1991 wechselte die gesamte Mannschaft von Leverkusen zu Bayer Wuppertal. Dort wurde er zweimal deutscher Meister und einmal Pokalsieger.
Von 1993 bis 1995 schloss er an der Sporthochschule Köln ein Studium zum Diplomsportlehrer ab, das er Anfang der achtziger Jahre an der Universität Paderborn begonnen hatte.
1999 übernahm Lee das Traineramt der deutschen Frauennationalmannschaft von Siegfried Köhler und Interimstrainer Axel Büring und führte die Mannschaft zu EM-Bronze 2003 und zu den überraschenden Qualifikationen für die Olympischen Spiele 2000 und 2004. Am 22. März 2006 trat Lee aufgrund von Unstimmigkeiten mit den Vereinen der Bundesliga von seinem Amt zurück. In der Saison 2010/11 gehörte er zum Team um Cheftrainer Zhong Yu Zhou beim Frauen-Zweitligisten Bayer 04 Leverkusen.
Nach schwerer Krankheit starb Lee Hee-wan am 26. Mai 2011 in Leverkusen.
Als Spieler wurde Lee „Karajan des Volleyballs“ genannt, als Trainer umschrieb man ihn mit „Neun Buchstaben – zehn Finger“.

## Erfolge als Spieler
- Deutscher Meister: 1989, 1990 (Bayer Leverkusen), 1994, 1997 (Bayer Wuppertal)
- Deutscher Pokalsieger: 1987 (Fortuna Bonn), 1988 (Bayer Leverkusen), 1995 (Bayer Wuppertal)
- in Paderborn 1981/1982 bis 1984/1985 viermal in Folge Deutscher Vizemeister
- Kapitän der südkoreanischen Nationalmannschaft
- Volleyballer des Jahres 1985

## Erfolge als Trainer
- Deutscher Meister: 1997 (Bayer Wuppertal)
- Deutscher Pokalsieger: 1987 (Fortuna Bonn)
- 4. Platz Europameisterschaft Frauen 1999
- 3. Platz Europameisterschaft Frauen 2003
- 6. Platz Olympia (Frauen) 2000